# Теофан Буджароски
Теофан Исаев Буджароски или Бужаровски (на сръбски: Теофан Исаиловић Буџароски) е български зограф, представител на Дебърската художествена школа.

## Биография
Теофан Буджароски е роден в дебърската паланка Галичник, Западна Македония. Учи зографския и резбарския занаят при Константин Яковлев от Галичник, като му помага при изписването на Драганашкия манастир в Косово. Буджароски в 1898 - 1902 година се установява в Гниляне, където отваря зографска работилница. Изписва много храмове в околностите. Така например изписва стенописите, иконите и резбова иконостаса на църквата „Свети Архангел Гавриил“ в Релян, където се е подписал на царските двери с изображение на Богородица. По-късно се заселва във Враня.
В 1870 година изписва иконите в църквата „Свети Илия“ в Сеяце заедно с Димитър Папрадишки, Петър Николов и Ангелко Дидон. След това работи в „Света Параскева“ в Раковац. Там изписва иконостаса и стенописите – олтарното пространство, Христос в свода и Христос Велик Архиерей над владишкия трон. Иконостасът е дървен двуредов – ред царски икони и горен ред от 14 икони. Отдясно е разширен с иконата на Света Петка, а отляво, на височината на престолните икони е Богородица Животворящ източник, дело на Буджароски. Царските двери са датирани в 1902 година, престолните икони на Богородица с Христос и Свети Йоан Предтеча в 1900 година, а останалите икони в 1898 година. Общо иконостасните икони са 31. На тавана в църквата е изписан в квадратно поле Христос, който благославя с две ръце. Стилът е същият като този на иконостасните икони, което означава, че и стенописът е дело на Буджароски. Над архиерейския трон е изписан Христос Велик Архиерей, като в долния десен ъгъл има подпис на Буджароски.
Буджароски работи в „Успение Богородично“ в Корбевац, във Владичин хан, в „Свети Николай“ във Враня, в „Свети Николай“ в Чуковац (45 икони от 1860 - 1870), в „Свети Николай“ в Прекодолце (1903 - 1905), в „Свети Йоан Богослов“ в Кралева Куча (1906), в „Свети Архангел Гавриил“ в Стари Глог, в „Св. св. Петър и Павел“ в Крива Фея и в „Света Марина“ в Бресница.